# Heinz Joachim Feuerstein
Heinz Joachim „Heijo“ Feuerstein (* 1945) ist ein deutscher Psychologe und war von 1981 bis 2010 Professor an der Hochschule Kehl.

## Wirken
An der Hochschule Kehl war Feuerstein u. a. als Prodekan und Dekan im Fachbereich Wirtschafts- und Sozialwissenschaften aktiv und außerdem Stellvertretender Vorsitzender des Kehler Hochschulrates. Zusammen mit dem späteren Kehler Hochschulprofessor Jürgen Fischer entwickelte Feuerstein 1998 bis 2000 das Befragungssystem TDS – Team Diagnose System. Ferner hat Feuerstein das System EvaSys erprobt und eingeführt, das bis heute zur Lehrevaluation an der Hochschule Kehl eingesetzt wird.
Neben seiner Tätigkeit an der Hochschule Kehl war oder ist Feuerstein tätig für die Kommunalberatung Kehl, für den Fortbildungsverein Kehler Akademie e.V. oder für die Führungsakademie Baden-Württemberg. Außerdem ist oder war Feuerstein Ausbildungsbeauftragter Koordinator am
Focusing Institute New York, Leiter des Gengenbacher Steinbeis-Transferzentrums Institut für Angewandte Psychologie und Ko-Direktor des Focusing Zentrums Karlsruhe, das er 1987 mit begründete.

## Schriften (Auswahl)
- Heinz Joachim Feuerstein: Interkulturelle Kommunikation und Verwaltungshandeln. In: Interkulturelle Kompetenz in der Verwaltung? Westdt. Verl., Wiesbaden 2001. ISBN 3-531-13582-1. Seite 195–236
- Heinz Joachim Feuerstein (Hrsg.): Focusing im Prozess. GwG-Verl., Köln 2000. ISBN 3-926842-27-X
- Heinz Joachim Feuerstein (Ko-Autor): Rhetorik. Was muss ich tun, damit mir nicht immer erst hinterher die richtige Antwort einfällt?. In: Die Zeit 17/2000 Artikel-Intro, abgerufen am 7. März 2014
- Heinz Joachim Feuerstein (Ko-Autor): In die Türkei. Focusing Zentrum Karlsruhe, Karlsruhe 1999. ISBN 3-934530-02-8
- Heinz Joachim Feuerstein (Ko-Autor): Schmerzen bewältigen. Focusing Zentrum Karlsruhe, Karlsruhe 1999. ISBN 3-934530-03-6
- Heinz Joachim Feuerstein (Ko-Autor): Traumjournal – ein Weg ins Traumleben. Focusing Zentrum Karlsruhe, Karlsruhe 1999. ISBN 3-934530-01-X
- Heinz Joachim Feuerstein (Ko-Autor): Entscheiden – mit Verstand und Gefühl. Focusing Zentrum Karlsruhe, Karlsruhe 1999. ISBN 3-934530-04-4
- Heinz Joachim Feuerstein (Ko-Autor): Ausbildung und Beruf von Sprachwissenschaftlern. Neckar-Verl., Villingen-Schwenningen 1982. ISBN 3-7883-0749-8